# Hamilton Tiger-Cats
Die Hamilton Tiger-Cats sind ein Canadian-Football-Team aus Hamilton in der kanadischen Provinz Ontario. Sie wurden 1950 aus einem Zusammenschluss der Hamilton Tigers und der Hamilton Flying Wildcats gegründet. Die Mannschaft spielt in der Canadian Football League und dort in der Eastern Division.

## Vereinsfarben
Das Helmdesign der Hamilton Tiger-Cats besteht aus einem schwarzen Hintergrund mit einem springenden Tiger, die Vereinsfarben sind dementsprechend schwarz, gold und weiß. Ihre Heimspiele trugen sie von 1950 bis 2012 im Ivor Wynne Stadium aus, das Platz für 29.600 Zuschauer bot. Das alte Stadion wurde durch einen Neubau am selben Standort ersetzt. Als Übergangslösung trugen sie 2013 ihre Spiele im 13.362 Zuschauer fassenden Alumni Stadium von Guelph aus, bis das Tim Hortons Field fertiggestellt war und im September 2014 eröffnet wurde.

## Erfolge
Die Hamilton Tiger-Cats wurden insgesamt achtzehnmal Sieger der Eastern Division Championship, das erste Mal im Gründungsjahr, und gewannen darauf achtmal den Grey Cup, das erste Mal 1953. Manchmal zählt man zu dieser Statistik auch die Siege der Vorgängerteams dazu.

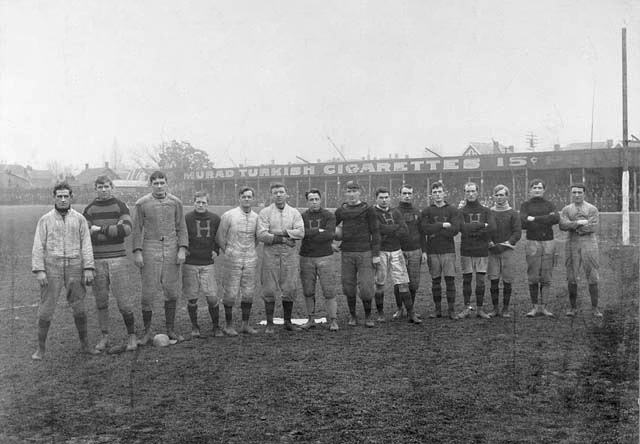
Die Tigers aus Hamilton etwa 1906
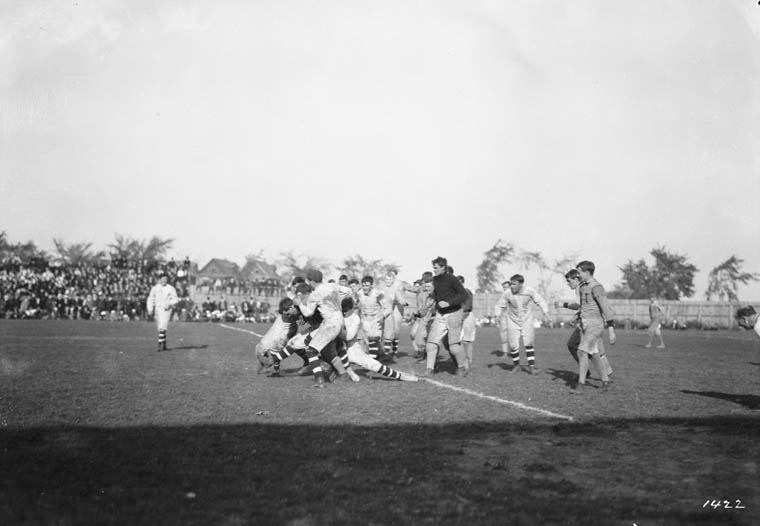
Die Hamilton Tigers 1910 gegen ein unbekanntes Team aus Ottawa
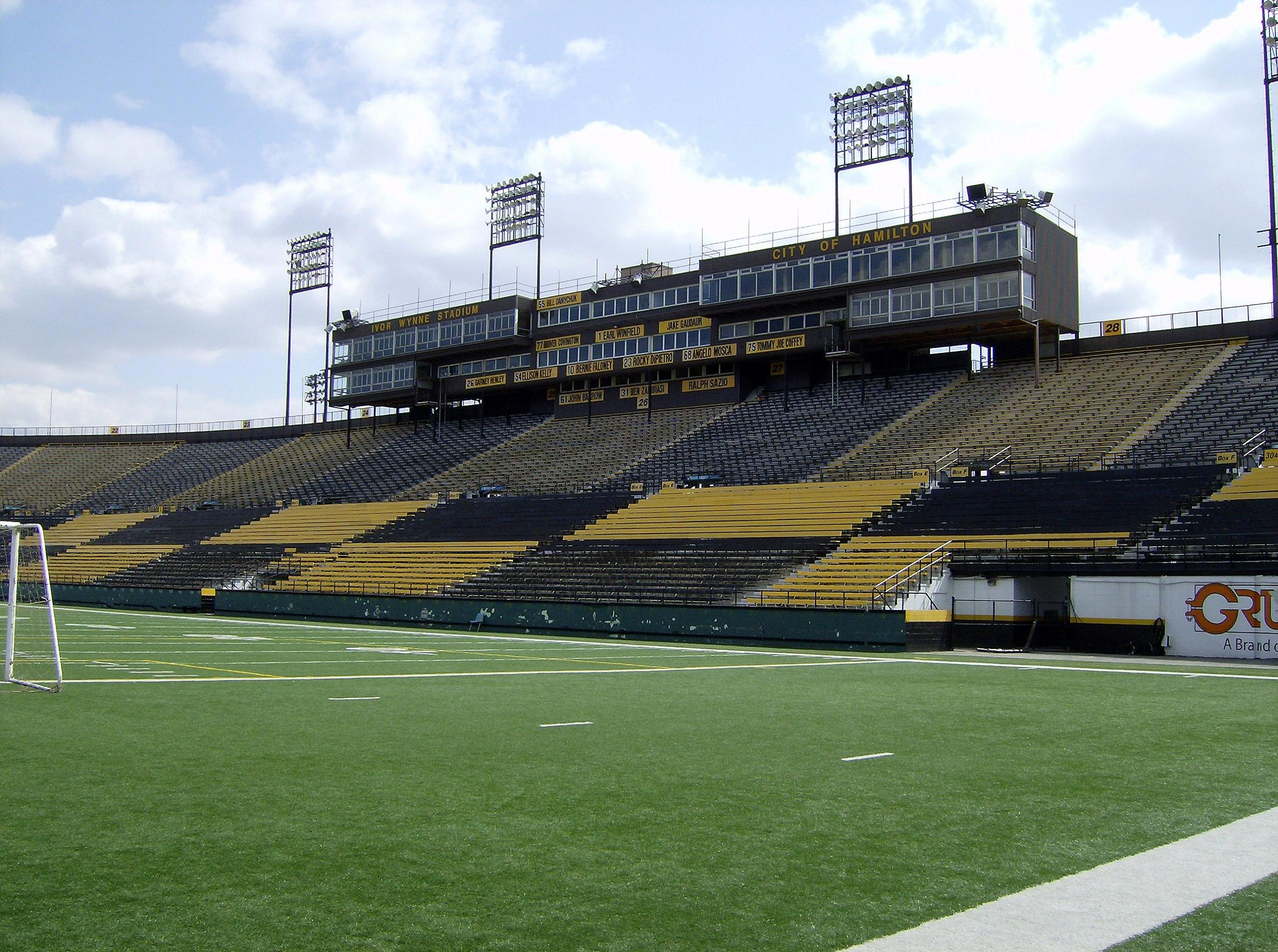
Das alte Stadion der Hamilton Tiger-Cats(Ivor Wynne Stadium)
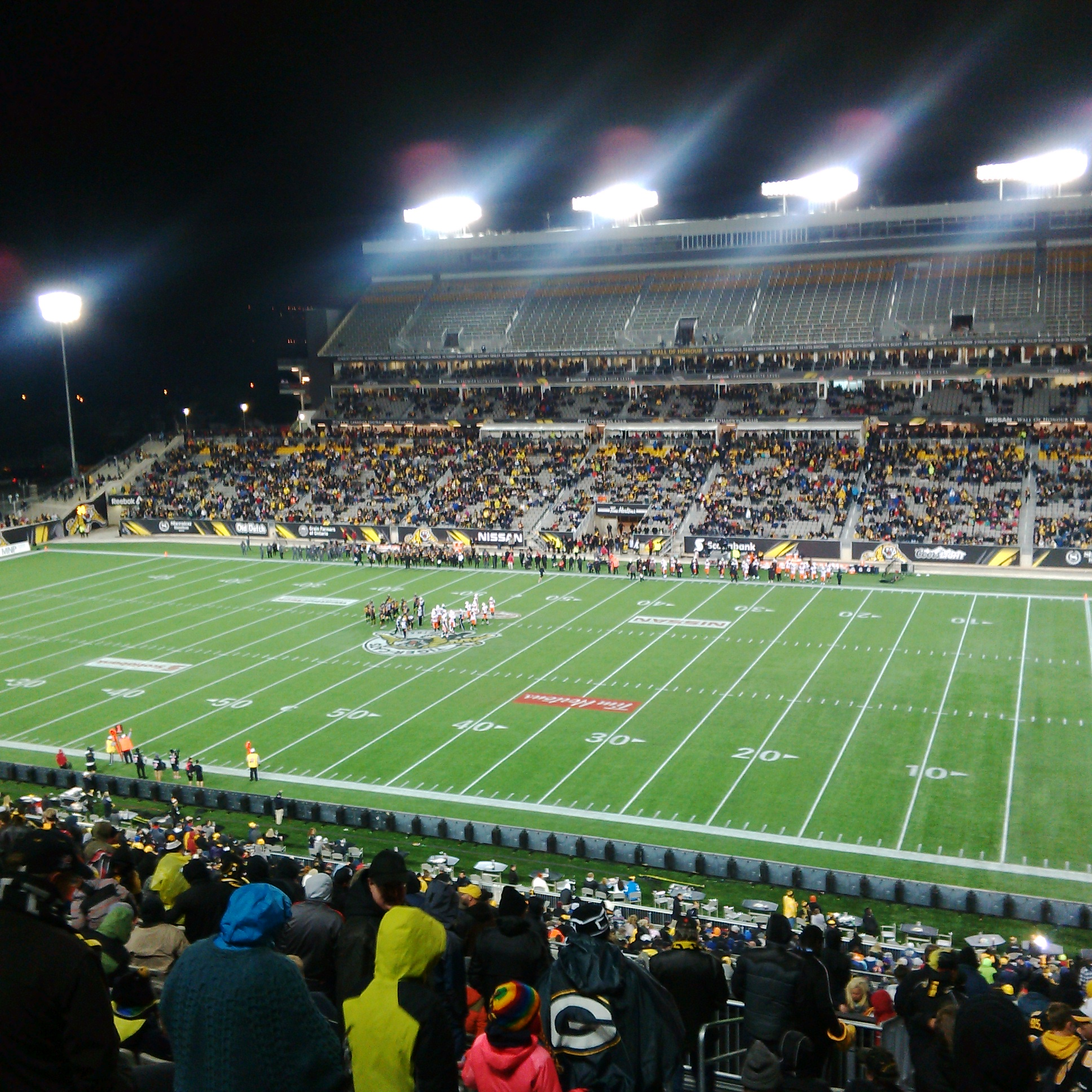
Die BC Lions zu Gast bei den Hamilton Tigers im Tim Hortons Field